# Kiskereszt
Kiskereszt (1899-ig Krizse, szlovákul: Kríže) község Szlovákiában, az Eperjesi kerület Bártfai járásában.

## Fekvése
Bártfától 22 km-re délnyugatra, a Szlatvinc-patak partján fekszik.

## Története
A falut a 16. század második felében alapították, amikor a vlach jog alapján ruszinokat telepítettek ide. Írott forrásban 1600-ban említik először.
A 18. század végén Vályi András így ír róla: „KRIZSE. Tót falu Sáros Várm. erdeje tágas, mellyből deszkák is készíttetnek, legelője elég van, határja soványas.”
Fényes Elek 1851-ben kiadott geográfiai szótárában így ír a faluról: „Krizse, Sáros vm. orosz falu, szinte hasonló vidéken mint Kriva, Richvaldhoz délre 1 órányira: 8 rom., 450 g. kath., 16 zsidó lak. F. u. gr. Forgács. Ut. p. Bártfa.”
A trianoni diktátum előtt Sáros vármegye Bártfai járásához tartozott.

## Népessége
| Év:            | 1994. | 2004.    | 2014.   | 2024.    |
| -------------- | ----- | -------- | ------- | -------- |
| Emberek száma: | 64    | 79       | 74      | 56       |
| Eltérés:       |       | +23,43 % | -6,32 % | -24,32 % |

| Év:            | 2023. | 2024.   |
| -------------- | ----- | ------- |
| Emberek száma: | 62    | 56      |
| Eltérés:       |       | -9,67 % |

1910-ben 232, túlnyomórészt ruszin lakosa volt.
2001-ben 82 lakosából 77 szlovák volt.
2011-ben 77 lakosából 73 szlovák.

## Nevezetességei
- A Védelmező Szűzanya tiszteletére szentelt görögkatolikus temploma 1852-ben épült.

## Külső hivatkozások
- Községinfó
- Kiskereszt Szlovákia térképén
- E-obce Archiválva 2020. szeptember 20-i dátummal a Wayback Machine-ben